# El Suceso
El Suceso es una entidad de población española del municipio de Valle de Carranza, perteneciente a la provincia de Vizcaya, en la comunidad autónoma del País Vasco.

## Demografía
En 2023, la entidad singular de población tenía empadronados 60 habitantes.